# Kala (álbum)
Kala é o segundo álbum de estúdio da rapper anglo-cingalesa M.I.A., lançado em 8 de agosto de 2007 pela XL Recordings. Os estilos musicais de álbum características incluindo música dançante e faz uso extensivo de música do Sul da Ásia, como a do urumee, um tambor usado na música gaana nativa de Tâmil Nadu, Índia. Foi principalmente escrito e produzido por M.I.A. e Switch e contribuições de recursos de Timbaland, Diplo, Afrikan Boy e The Wilcannia Mob.
O álbum teve o nome de sua mãe, em contraste com seu primeiro álbum Arular, que foi nomeado após seu pai e afirmou que as lutas da mãe na vida são um tema importante da gravação. Ela começou a gravar o álbum no início de 2006 e trabalhou nas pistas em vários locais ao redor do mundo, incluindo Índia, Jamaica, Austrália, Libéria e Trinidad. Sessões planejadas nos Estados Unidos não ocorrer, depois de M.I.A. foi recusado um visto de trabalho a longo prazo para entrar no país.
Kala foi classificado como um dos melhores álbuns do ano por várias publicações. Alcançou o número 18 na Billboard 200 e Top Electronic Albums da revista no topo. No Reino Unido, alcançou o número trinta e nove na UK Albums Chart. Kala gerou os singles "BirdFlu", "Boyz", "Jimmy" e "Paper Planes". Até 2013, o álbum tem vendido mais de 500.000 cópias nos Estados Unidos.

## Composição e gravação
M.I.A. lançou seu primeiro álbum Arular, em 2005, que obteve aclamação da crítica e 130.000 cópias vendidas. Os planos para um segundo álbum foram revelados primeiro quando ela falou mais tarde naquele ano, da sua intenção de trabalhar com o produtor americano Timbaland. Em um ponto foi antecipado que ele produziria a maior parte do álbum. No entanto, ela era incapaz de obter um visto de trabalho a longo prazo para entrar nos Estados Unidos, alegadamente devido a conexões com a família dela com guerrilheiros no Sri Lanka. Isso levou a conflitos entre agendas dos dois artistas e significava que o envolvimento do Timbaland estava restrito a um verso mal-recebido convidado na faixa "Come Around". M.I.A. em vez disso optou por gravar o álbum em uma variedade de locais em todo o mundo, começando por viajar para a Índia após a última data de sua turnê de Arular no Japão em fevereiro de 2006.
Inicialmente, ela viajou para a Índia para conhecer A. R. Rahman, mas achou difícil de comunicar suas idéias com ele e a colaboração musical prevista não se realizou. Rahman, no entanto, forneceu um número de contatos para M.I.A. e deixou-a usar o seu estúdio, onde 22 membros do grupo de percussão as fitas foram gravados por Kala. O produtor Switch, que inicialmente tinha viajou para a Índia puramente para projetar as sessões planejadas, em última análise, envolveu-se na composição de várias faixas para o álbum. Uma visita a Angola para trabalhar com o DJ Znobia foi cancelada após Znobia estava envolvido em um acidente de carro, mas M.I.A. foi capaz de gravar em Trinidad, Libéria, Jamaica e Austrália. O álbum apresenta vocais de Afrikan Boy, The Wilcannia Mob e Timbaland e novas colaborações com Switch, Blaqstarr, Morganics e Diplo. Ela comparou o processo de gravação do álbum para "fazer um bolo de mármore antigo grande com lotes de diferentes países e influências. Então você cortá-lo e chama cada fatia de música".

## Alinhamento de faixas
| N.º | Título                    | Compositor(es) | Duração |  |
| 1.  | "Bamboo Banga"            |                | 4:58    |  |
| 2.  | "BirdFlu"                 |                | 3:24    |  |
| 3.  | "Boyz"                    |                | 3:28    |  |
| 4.  | "Jimmy"                   |                | 3:29    |  |
| 5.  | "Hussel"                  |                | 4:24    |  |
| 6.  | "Mango Pickle Down River" |                | 3:53    |  |
| 7.  | "20 Dollar"               |                | 4:34    |  |
| 8.  | "World Town"              |                | 3:53    |  |
| 9.  | "The Turn"                |                | 3:52    |  |
| 10. | "XR2" (com Timbaland)     |                | 4:20    |  |
| 11. | "Paper Planes"            |                | 3:24    |  |
| 12. | "Come Around"             |                | 3:54    |  |

| Bônus da edição japonesa |              |         |  |
| N.º                      | Título       | Duração |  |
| 13.                      | "Far Far"    | 3:24    |  |
| 14.                      | "Big Branch" | 2:45    |  |
| 15.                      | "What I Got" | 3:14    |  |

| Bônus da edição deluxe (iTunes) |                                              |         |  |
| N.º                             | Título                                       | Duração |  |
| 13.                             | "Boyz" (com Jay Z)                           | 4:17    |  |
| 14.                             | "Paper Planes" (Afrikan Boy & Rye Rye Remix) | 4:00    |  |
| 15.                             | "Shells"                                     | 2:49    |  |
| 16.                             | "Far Far"                                    | 3:24    |  |
| 17.                             | "Big Branch"                                 | 2:45    |  |
| 18.                             | "What I Got"                                 | 3:14    |  |